# Ivan Hladík
Ivan Hladík (Myjava, 30 gennaio 1993) è un calciatore slovacco, difensore del Gottsdorf.

## Caratteristiche tecniche
È un difensore centrale.

## Carriera

### Club
Cresciuto nelle giovanili del Senica, ha esordito il 23 luglio 2011 in occasione del match perso 3-2 contro lo Slovan Bratislava.

### Nazionale
Ha giocato nella nazionale slovacca Under-19.

## Palmarès

### Club

#### Competizioni nazionali
- Campionato slovacco: 1

Spartak Trnava: 2017-2018
- Coppa di Lituania: 1

Sūduva: 2019
- Campionato lituano: 1

Sūduva: 2019